# West Springfield (Massachusetts)
West Springfield es una ciudad ubicada en el condado de Hampden en el estado estadounidense de Massachusetts. En el censo de 2010 tenía una población de 28.391 habitantes y una densidad poblacional de 625,6 personas por km².

## Geografía
West Springfield se encuentra ubicada en las coordenadas 42°7′32″N 72°38′59″O / 42.12556, -72.64972. Según la Oficina del Censo de los Estados Unidos, West Springfield tiene una superficie total de 45,38 km², de la cual 43,29 km² corresponden a tierra firme y (4,62%) 2,1 km² es agua.

## Demografía
Según el censo de 2010, había 28.391 personas residiendo en West Springfield. La densidad de población era de 625,6 hab./km². De los 28.391 habitantes, West Springfield estaba compuesto por el 86,32% blancos, el 3,31% eran afroamericanos, el 0,23% eran amerindios, el 4,41% eran asiáticos, el 0,05% eran isleños del Pacífico, el 3,38% eran de otras razas y el 2,3% pertenecían a dos o más razas. Del total de la población el 8,7% eran hispanos o latinos de cualquier raza.